# Psychotria pseudoaxillaris
Psychotria pseudoaxillaris är en måreväxtart som först beskrevs av Herbert Fuller Wernham, och fick sitt nu gällande namn av Ined.. Psychotria pseudoaxillaris ingår i släktet Psychotria och familjen måreväxter.

## Underarter
Arten delas in i följande underarter:
- P. p. centroamericana
- P. p. pseudoaxillaris